# Raymond Thorsteinsson
Raymond „Ray“ Thorsteinsson (* 21. Januar 1921 in Wynyard, Saskatchewan; † 23. April 2012 in Calgary) war ein kanadischer Geologe, bekannt als Erforscher der Geologie der kanadischen Arktis.
Thorsteinsson hatte isländische Vorfahren. Er studierte Geologie an der University of Saskatchewan mit dem Bachelor-Abschluss 1944 und an der University of Toronto mit dem Master-Abschluss. 1955 wurde er an der University of Kansas promoviert. Seine Forschung in der kanadischen  Arktis begann 1947 unter Yves Fortier. 1952 ging er mit seinem Freund Edward Timothy Tozer, ebenfalls ein Pionier der geologischen Erforschung der kanadischen Arktis, mit dem er eng zusammenarbeitete, zum Geological Survey of Canada. Dort widmete er sich besonders der Stratigraphie der Sedimente der Inseln in der kanadischen Arktis, besonders im Karbon (Pennsylvanian) und Perm. Als Paläontologe studierte er besonderes Graptolithen und Ostracodermi. 1992 ging er offiziell in den Ruhestand.
Er war Fellow des Arctic Institute of North America und der Royal Society of Canada. 1983 wurde er Mitglied des Order of Canada und 1989 Offizier. 1973 erhielt er die Willet G. Miller Medal, 1979 die Logan Medal der Geological Association of Canada, 1981 die Massey Medal der Royal Canadian Geographical Society, 1982 die R. J. W. Douglas Medal der Canadian Society of Petroleum Geologists und 1969 die Patron’s Medal der Royal Geographical Society (mit Tozer).

## Schriften
- mit Y. O. Fortier, A. H. McNair: Geology and petroleum possibilities in the Canadian Arctic Archipelago. Bulletin of the American Association of Petroleum Geologists 38, 1954, S. 2075–2109.
- The history and geology of Meighen Island, Arctic Archipelago. Geological Survey of Canada Bulletin 75, 1961
- Carboniferous and Permian stratigraphy of Axel Heiberg Island and western Ellesmere Island, Canadian Arctic Archipelago. Geological Survey of Canada Bulletin 224, 1974
- mit U. Mayr: The sedimentary rocks of Devon Island, Canadian Arctic Archipelago. Geological Survey of Canada Memoir 411, 1987